# Balitora
Balitora is een geslacht van straalvinnige vissen uit de familie van de steenkruipers (Balitoridae).

## Soorten
- Balitora annamitica Kottelat, 1988
- Balitora brucei Gray, 1830
- Balitora burmanica Hora, 1932
- Balitora eddsi Conway & Mayden, 2010
- Balitora elongata Chen & Li, 1985
- Balitora haithanhi Nguyen, 2005
- Balitora kwangsiensis (Fang, 1930)
- Balitora lancangjiangensis (Zheng, 1980)
- Balitora laticauda Bhoite, Jadhav & Dahanukar, 2012
- Balitora longibarbata (Chen, 1982)
- Balitora ludongensis Liu, Zhu, Wei & Chen, 2012
- Balitora meridionalis Kottelat, 1988
- Balitora mysorensis Hora, 1941
- Balitora nantingensis Chen, Cui & Yang, 2005
- Balitora nigrocorpa Nguyen, 2005
- Balitora nujiangensis Zhang & Zheng, 1983
- Balitora tchangi Zheng, 1982
- Balitora vanlani Nguyen, 2005
- Balitora vanlongi Nguyen, 2005